# Länsväg W 689
Länsväg W 689  (länsväg 689) är en övrig länsväg i Avesta kommun, Dalarnas län. Vägen är 3,5 km lång och går från Moren (länsväg 690) till Västmanlands läns gräns öster om Olofsfors, där den byter namn till länsväg 750.